# Вест-Бетлегем Тауншип (округ Вашингтон, Пенсільванія)
Вест-Бетлегем Тауншип (англ. West Bethlehem Township) — селище (англ. township) в США, в окрузі Вашингтон штату Пенсільванія. Населення — 1291 особа (2020).

## Демографія
Згідно з переписом 2010 року, у селищі мешкало 1460 осіб у 602 домогосподарствах у складі 437 родин. Було 670 помешкань
Расовий склад населення:
| - 98,2 % — білих - 0,4 % — чорних або афроамериканців - 0,2 % — корінних американців - 0,2 % — азіатів |

До двох чи більше рас належало 1,0 %. Частка іспаномовних становила 0,2 % від усіх жителів.
За віковим діапазоном населення розподілялося таким чином: 19,3 % — особи молодші 18 років, 62,8 % — особи у віці 18—64 років, 17,9 % — особи у віці 65 років та старші. Медіана віку мешканця становила 45,3 року. На 100 осіб жіночої статі у селищі припадало 107,4 чоловіків;  на 100 жінок у віці від 18 років та старших — 107,4 чоловіків також старших 18 років.
Середній дохід на одне домашнє господарство  становив 69 724 долари США (медіана — 52 609), а середній дохід на одну сім'ю — 79 925 доларів (медіана — 64 659). Медіана доходів становила 49 250 доларів для чоловіків та 46 458 доларів для жінок. За межею бідності перебувало 13,3 % осіб, у тому числі 17,3 % дітей у віці до 18 років та 2,4 % осіб у віці 65 років та старших.
Цивільне працевлаштоване населення становило 623 особи. Основні галузі зайнятості: освіта, охорона здоров'я та соціальна допомога — 21,5 %, роздрібна торгівля — 12,5 %, будівництво — 10,1 %, сільське господарство, лісництво, риболовля — 10,0 %.